# Лахтинский десант
Лахтинский десант или Шёлтозерский десант — советская тактическая десантная операция, осуществлённая 26 июня 1944 года силами Онежской военной флотилии в ходе Свирско-Петрозаводской наступательной операции во время Великой Отечественной войны. В ходе десанта была блокирована дорога для отхода финских войск через поселок Шёлтозеро на Петрозаводск.

## Замысел операции
В ходе начавшейся 21 июня 1944 года Свирско-Петрозаводской наступательной операции советские войска 7-й армии (командующий генерал-майор Крутиков А. Н.) Карельского фронта (командующий генерал армии К. А. Мерецков) сбили с рубежей обороны части финской группы войск «Олонец» (командующий — генерал-лейтенант Пааво Талвела) и развивали наступление на север, в том числе и по побережью Онежского озера. Отходя с упорными боями, финские войска приводили в негодность пути сообщения и густо минировали местность, что сильно снижало темп наступления советских войск на Петрозаводск. С целью ускорить наступление было предложено доставить из района Каскесручей 26 июня и высадить в район бухты Лахтинской (примерно 20 километров от линии фронта)  десант в составе усиленной стрелковой роты, с тем чтобы ударом с тыла уничтожить финский арьергард на дороге Вознесенье — Петрозаводск («Петрозаводский тракт») и обеспечить дальнейшее продвижение главных сил 368-й стрелковой дивизии (командир генерал-майор Сопенко В. К.).
Для высадки десанта был выделен отряд бронекатеров (2 бронекатера БКА-202, БКА-212 и 1 сторожевой катер СКА-663, командир отряда — капитан-лейтенант В. И. Шимков) из состава Онежской военной флотилии (командующий — капитан 1-го ранга Н. В. Антонов). В состав десанта была выделена 6-я стрелковая рота 1224-го стрелкового полка (командир роты капитан А. Я. Потапенко). Эту роту выбрали потому что она только что отличилась при форсировании реки Свири, личный состав имел хороший боевой опыт. Рота была усилена станковыми пулемётами и миномётами, ей были приданы подразделение саперов и связисты с рацией. Общая численность десантников, принятых на катера, составляла 97 человек (личный состав роты насчитывал 104 человека, иногда эту цифру в литературе указывают как численность десанта).

## Ход операции
В 11 часов утра 26 июня 1944 года бронекатера с десантом на борту вышли из исходного пункта маршрута. В 12.51 час отряд достиг бухты Лахтинской в районе Чёрного Омута (1,5 километра от Шёлтозера) и с ходу подошёл к берегу. Под прикрытием орудийного и пулемётного огня с бронекатеров десантники высадились на берег, многие прыгали прямо в воду. Непосредственно при высадке противник сопротивления не оказывал.
Высаженная рота направила удар по направлению к шоссе, которое нужно было перерезать. Но воспользовавшись наличием в окрестностях своих сил, финское командование немедленно отдало приказ о переброске их к месту боя, были подтянуты пулемёты, миномёты, артиллерийские орудия. Ещё при движении рота вступила в бой с финскими патрулями, затем по ней был открыт артиллерийско-пулемётный огонь. Примерно трёхкратный перевес в живой силе также оказался на стороне финнов.
Высадившие десант бронекатера остались в месте высадки и оказывали артиллерийскую поддержку наступавшей роте. Около 15-00 ей удалось выбить финнов с высоты у развилки дорог в районе северной окраины Шёлтозера, господствовавшей над шоссе, причем эта высота оказалась подготовлена финнами к обороне. Противник немедленно контратаковал, при отражении контратаки погиб командир роты, была уничтожена единственная в десанте рация. Связь с катерами была налажена визуальными сигналами. Командование ротой принял командир взвода старший сержант Павел Лиманский.
На протяжении 4 часов десантники отражали финские контратаки при поддержке артиллерийского огня с бронекатеров. К 18 часам к месту боя вышли наступавшие передовые подразделения 368-й стрелковой дивизии. Задача десанта была выполнена: он продержался до подхода главных сил, после чего финский арьергард бросил рубеж обороны и через лес ушёл на соединение с главными силами. На следующий день финны без сопротивления оставили Шёлтозеро. Дорога для наступления на Петрозаводск была открыта.

## Потери сторон
По донесению финского командира арьергарда, направленного в вышестоящий штаб, перед своим отступлением он полностью уничтожил советский десант, уничтожив до 120 красноармейцев (это число больше всего численного состава десанта); такие же сведения о гибели десанта до сих пор часто повторяются в публикациях и исторических трудах в Финляндии. По советским данным, погибло 25 бойцов, хотя в одной из публикаций названа цифра потерь в 82 убитых. По сведениям «Базы данных по защитникам Отечества, погибшим на территории Республики Карелия в 1941—1944 годах», за сутки 26 июня 1944 года погиб 31 командир и боец из состава 368-й стрелковой дивизии; практически все захоронены рядом с местом десанта — в Шёлтозеро и в деревне Кокорино Шёлтозерского района.
Потери финской стороны составили около 80 человек убитых и раненых (по данным советской стороны). В наградном листе на командира роты А. Я. Потапенко указано, что за время десантной операции убито 32 финских солдата и 1 взят в плен. Финны признали потери в 26 человек убитыми и ранеными.
Десантом были захвачены трофеи: 2 миномёта, 4 станковых пулемёта, до 100 единиц стрелкового оружия, склад боеприпасов и склад продовольствия. Характер и количество трофеев подтверждают существенные потери с финской стороны.
В 2014 году на месте боя торжественно открыт памятный знак.